# Retroflexhaken

Von links nach rechts: Palatalhaken, Eng (normaler Haken), Zeichen für den stimmhaften palatalen Nasal, Retroflexhaken

Der Retroflexhaken ist ein diakritisches Zeichen. Er ist im Internationalen Phonetischen Alphabet enthalten und wird auch orthographisch in einigen, hauptsächlich afrikanischen Sprachen verwendet. Er hat die Form eines Hakens nach rechts.
Der Retroflexhaken wird heute im Internationalen Phonetischen Alphabet zur Bildung von Zeichen für retroflexe Laute anhand ihres alveolaren Äquivalents verwendet, z. B. ist das [⁠ɳ⁠], welches den stimmhaften retroflexen Nasal darstellt, eine Kombination aus dem alveolaren [n] und einem Retroflexhaken. Auch einige orthographische Zeichen wie das Ʈ beinhalten einen Retroflexhaken.
Früher hatte der Retroflexhaken noch eine zweite Bedeutung. Mit Vokalen verbunden, stellte er rhotizierte Vokale dar. 1989 wurde diese Verwendung abgeschafft, stattdessen wird ein Rhotizitätshaken (˞) verwendet, welcher sich nicht mehr mit dem Vokal verbindet, sondern ein eigenständiges Zeichen darstellt. Lediglich Kombinationen mit ə und ɜ bilden Ligaturen (ɚ, ɝ).
Unicode enthält Kombinationen mit Konsonanten im Unicodeblock IPA-Erweiterungen sowie Kombinationen mit Vokalen im Unicodeblock Phonetische Erweiterungen, Ergänzung, weitere Zeichen lassen sich durch Nachstellen des kombinierenden Retroflexhakens am Codepunkt U+0322 darstellen.